# Arati Saha
Arati Gupta'Saha (24 de septiembre de 1940-23 de agosto de 1994) fue una nadadora de larga distancia india bengalí, más conocida por convertirse en la primera mujer asiática en cruzar a nado el Canal de la Mancha el 29 de septiembre de 1959.  En 1960, se convirtió en la primera deportista india en recibir el Padma Shri, el cuarto honor civil más importante de la India. Nacido en Calcuta, India, Arati se inició en la natación a los cuatro años. Su talento fue descubierto por Sachin Nag, y más tarde se inspiró en el nadador indio Mihir Sen para intentar cruzar el Canal de la Mancha.

## Biografía
Gupta provenía de una familia de clase media. Era la segunda de tres hijos y la primera de dos hijas de Panchugopal Saha en 1940. Su padre era un empleado de las fuerzas armadas. A la edad de dos años y medio, perdió a su madre. Su hermano mayor y su hermana menor, Bharati, se criaron en la casa de su tío materno, mientras que ella fue criada por su abuela en el norte de Calcuta. Cuando cumplió los cuatro años, acompañó a su tío al baño Champatala Ghat, donde aprendió a nadar. Al darse cuenta del interés de su hija por la natación, Panchugopal Saha inscribió a su hija en el Hatkhola Swimming Club. En 1946, a la edad de cinco años, ganó la medalla de oro en 110 yardas estilo libre en el Shailendra Memorial, comenzando su carrera como nadadora.

## Trayectoria profesional

### Estado, deportes nacionales y Juegos Olímpicos
Entre 1945 y 1951, ganó 22 carreras a nivel estatal en Bengala Occidental. Sus eventos principales fueron 100 metros estilo libre, 200 metros braza y 300 metros braza. Quedó en segundo lugar después de Dolly Nazir en Bombay. En 1948, participó en el campeonato nacional celebrado en Mumbai. Ganó la plata en 100 metros estilo libre y 200 metros braza, y el bronce en 200 metros estilo libre. Hizo un récord de toda la India en 1950. En la competición estatal de Bengala Occidental de 1951, registró 1 minuto 37,6 segundos en 100 metros braza y rompió el récord de toda la India de Dolly Nazir. Allí también consiguió el nuevo récord estatal en 100 metros estilo libre, 200 metros estilo libre y 100 metros espalda. 
Representó a India en los Juegos Olímpicos de Verano de 1952 junto con su compatriota Dolly Nazir. Fue una de las cuatro mujeres participantes y la miembro más joven del contingente indio a la edad de 12 años. En los Juegos Olímpicos, participó en la prueba de braza de 200 metros. En las eliminatorias registró 3 minutos 40,8 segundos. Después de regresar de los Juegos Olímpicos, perdió en 100 metros estilo libre ante su hermana Bharati Saha. Después de la derrota, se concentró solo en la braza.

### Cruzando el Canal de la Mancha
Arati solía participar en competiciones de natación de larga distancia en el Ganges. Así se inspiró para cruzar el Canal de la Mancha en Brojen Das. En la carrera de natación Butlin International Cross Channel de 1958, Brojen Das se convirtió en el primero entre los hombres y obtuvo la distinción de ser la primera persona del subcontinente indio en cruzar el Canal de la Mancha. Greta Andersen, una nadadora estadounidense nacida en Dinamarca, registró 11 horas y 1 minuto y se ubicó primera entre hombres y mujeres. Propuso el nombre de Arati a los organizadores de la carrera de natación Butlin International Cross Channel para el evento del siguiente año.
El Dr. Arun Gupta, secretario ejecutivo adjunto del Hatkhola Swimming Club, organizó la participación de Arati en el evento así como otras exhibiciones de la destreza de natación de Arati como parte de un programa para recaudar fondos. Jamininath Das, Gour Mukherjee y Parimal Saha también ayudaron a organizar el viaje de Arati. En este punto, Sambhunath Mukherjee y Ajay Ghoshal abordaron el asunto con el Dr. Bidhan Chandra Roy, el ministro Principal de Bengala Occidental. Arregló una subvención de ₹ 11,000. Jawahar Lal Nehru, el Primer Ministro de India también mostró interés en el esfuerzo de Arati.
Mientras se organizaba la logística de su viaje, Arati comenzó a nadar durante muchas horas. El 13 de abril de 1959, Arati nadó continuamente durante ocho horas en el estanque del parque Deshbandhu. El 24 de julio de 1959 partió hacia Inglaterra junto con su mánager, el Dr. Arun Gupta. Comenzó su práctica final en el Canal de la Mancha el 13 de agosto. Durante este tiempo, fue asesorada por el Dr. Bimal Chandra, quien también participaba en la carrera de natación Butlin International Cross Channel de 1959.
Un total de 58 participantes, incluidas cinco mujeres de 23 países, participaron en la carrera que estaba programada para el 27 de agosto de 1959 a la 1 a. m. hora local desde Cape Gris Nez, Francia hasta Sandgate, Inglaterra. Sin embargo, el bote piloto de Arati Saha no llegó a tiempo. A las 11 a. m., había nadado más de 40 millas y se encontraba a 5 millas de la costa de Inglaterra. En ese momento, se enfrentó a una corriente en la dirección opuesta. Como resultado, a las 4 de la tarde, solo podía nadar unas dos millas más, antes de tener que renunciar.
Arati se preparó para un segundo intento. Su mánager estaba enfermo, pero ella continuó entrenando. El 29 de septiembre de 1959 hizo su segundo intento. Partiendo de Cape Gris Nez, Francia, nadó durante 16 horas y 20 minutos, luchando contra fuertes olas y cubriendo 42 millas para llegar a Sandgate, Inglaterra. Al llegar a la costa de Inglaterra, izó la bandera india. Vijaylakshmi Pandit fue el primero en felicitarla. El 30 de septiembre, All India Radio anunció el logro de Arati Saha.

## Vida posterior
Arati completó sus estudios en el City College y en 1959, se casó con su mánager. Tuvo una hija llamada Archana. La emplearon en el ferrocarril de Bengala Nagpur. El 4 de agosto de 1994, ingresó en un hogar de ancianos privado en Calcuta con ictericia y encefalitis. Murió como consecuencia de la enfermedad a los 19 días, el 23 de agosto de 1994.

## Honores y premios
Arati recibió el premio Padma Shri en 1960. Fue la primera deportista india en recibir este galardón. En 1999, el Departamento de Correos introdujo un sello postal de ella con una denominación de ₹ 3. En 1996, se erigió un busto de Arati Saha cerca de su residencia. El carril de 100 metros de largo frente al busto recibió su nombre. En el día que habría sido su 80 cumpleaños en 2020, apareció en el Doodle de Google.